# Futbol'nyj Klub Kudrivka
Il Futbol'nyj Klub kudrivka (in ucraino Футбольний клуб Кудрівка?), noto semplicemente come FC Kudrivka, è una società calcistica ucraina che gioca nella Prem"jer-liha. 

## Storia
Il club è stato fondato nel 1982. Il club ha vinto la Coppa di calcio dell'Oblast di Chernihiv nel 2016, 2019 e nel 2022. Nella stagione 2020-21 e 2021-22, il club ha giocato nella lega amatoriale di calcio ucraino. Nel marzo 2023, il club ha vinto la Supercoppa della regione di Černihiv, contro la squadra di calcio Hvylia. La partita è stata giocata allo Stadio Junist' della città, Volodymyr Kurbakov, il vicepresidente del Comitato Olimpico Nazionale, ha premiato Nazar Voloshyn come capocannoniere della competizione. Nel 2023 il club è stato ammesso alla Druha Liha. La sua prima stagione tra i professionisti si conclude con un settimo posto.
Nel 2024, il presidente del club Roman Solodarenko rileva il Nyva Buzova e procede successivamente a una fusione tra i due club, mantenendo tuttavia la denominazione del Kudrivka e prendendo così parte alla Perša Liha.

## Stadio
Il club ha sempre giocato nel proprio impianto cittadino, la Kudrivka Arena. Col passaggio al professionismo, la squadra si è spostato alla Stadio Junist a Černihiv.

## Rosa 2023-2024
Aggiornato al 18 Febbraio 2024
| N. |                    | Ruolo | Calciatore          |
| -- | ------------------ | ----- | ------------------- |
| 1  | Ucraina (bandiera) | P     | Andriy Sledzevskyi  |
| 5  | Ucraina (bandiera) | D     | Maksym Leshchenko   |
| 6  | Ucraina (bandiera) | C     | Jevhenij Čepurnenko |
| 7  | Ucraina (bandiera) | C     | Dmytro Kulyk        |
| 9  | Ucraina (bandiera) | C     | Danyil Strochynskyi |
| 11 | Ucraina (bandiera) | A     | Roman Solodarenko   |
| 12 | Ucraina (bandiera) | P     | Ivan Kryknin        |
| 13 | Ucraina (bandiera) | C     | Kyrylo Kovalenko    |

| N. |                    | Ruolo | Calciatore             |
| -- | ------------------ | ----- | ---------------------- |
| 14 | Ucraina (bandiera) | C     | Oleksandr Dolgopyatov  |
| 17 | Ucraina (bandiera) | D     | Myroslav Serdyuk       |
| 19 | Ucraina (bandiera) | D     | Dmytro Zhykol          |
| 20 | Ucraina (bandiera) | D     | Volodymyr Plastun      |
| 22 | Ucraina (bandiera) | A     | Glib Teteruk           |
| 24 | Ucraina (bandiera) | A     | Nazar Voloshyn         |
| 99 | Ucraina (bandiera) | C     | Volodymyr Zubashivskyi |

## Calciatori

### Vincitori di titoli
- Capocannoniere della Coppa d'Ucraina:[9] 1

 Dmytro Kulyk: 2023-2024 (4 reti, alla pari con Andrij Štohrin) 